# Stötbotten (vapen)
Stötbotten är den del/yta på en kanon och granatkastare (och andra vapen som inte laddas med patroner) mot vilken krutgaser alstrar en stöt.
I patronladdade skjutvapen är stötbotten den yta mot vilken patronens bakkant vilar när patronen befinner sig i patronläget. En stötbotten har ofta ett hål genom vilket ett slagstift kan röra sig för att antända tändhatten. Stötbottens funktion är att (som en del av ett slutstycke, baskyl, eller mantel) förhindra eller begränsa patronens rörelse bakåt i samband med antändning.
I ett gevär (samt de flesta automatvapen) är stötbotten den främre ytan på slutstycket; i ett hagelvapen av brytvapentyp är det ytan runt slagstiften på baskylen; på revolvrar är det stommens yta bakom trumman; och på pistoler utan slutstycke är det mantelns yta runt slagstiftshålet.